# Мендичино
Мендичѝно (на италиански: Mendicino, на местен диалект Minnicìnu, Миничину) е град и община в Южна Италия, провинция Козенца, регион Калабрия. Разположен е на 450 m надморска височина. Населението на общината е 9462 души (към 2012 г.).